# Distretto di Jongno
Jongno (종로구?, 鐘路區?) è un distretto di Seul. Ha una superficie di 23,92 km² e una popolazione di 155.575 abitanti al 2010.